# Ramón Rodríguez Vita
Ramón Rodríguez Vita   (Granada, 23 de febrer de 1900 - Madrid, 12 de setembre de 1989) fou un militar espanyol, capità general de les Illes Balears durant el franquisme.
El 1918 va ingressar a l'Acadèmia d'Artilleria de Segòvia. Participà en la guerra del Rif i el 1927 fou ascendit a capità. El cop d'estat del 18 de juliol de 1936 el va sorprendre a Romania, des d'on va tornar per tal d'incorporar-se al bàndol revoltat. En acabar la guerra civil espanyola fou ascendit a comandant per mèrits de guerra. Entre 1941 i 1942 va lluitar al Front Oriental de la Segona Guerra Mundial com a voluntari de la Divisió Blava, assolint el grau de tinent coronel i la creu de ferro de primera i segona classe. El 1950 fou ascendit a coronel, el 1955 a general de brigada i el 1959 a general de divisió. Durant aquests anys fou governador militar del Ferrol i de Màlaga, així com director general de Serveis de l'Exèrcit i cap dels Serveis d'Armament i Munició de l'Exèrcit. El 1962 ascendí a tinent general i l'abril de 1963 fou nomenat Capità general de les Illes Balears, càrrec que va ocupar fins que l'octubre de 1965 fou nomenat capità general de la I Regió Militar, càrrec que encara ocupava el juliol de 1967.